# På begäran (album av Kikki Danielsson)
På begäran är ett samlingsalbum från 1990 av Kikki Danielsson.

## Låtlista
1. Let Them Walk in the Sunshine (O. Johansen)
2. En dröm jag vill ha kvar (B. Ljunggren-H. Almqvist-K. Danielsson)
3. Amazing Grace (Trad.arr; A. Engberg-L. Holm)
4. Ge mig sol, ge mig hav (M. Klaman-K. Almgren-U. Söderberg)
5. När vi rör varann ("Sometimes When We Touch") (S. Mann-D. Hill-I. Forsman)
6. John & Jill (Paul Sahlin)
7. Det finns en sol (M. Klaman-H. Skoog)
8. US of America (Donna Fargo)
9. Vi ska dansa hela natten (J. Johansson-P. Breidensjö-A. Berg)
10. Minnet (Memory) (A. Lloyd Webber-O. Bergman)
11. Du lovade guld (M. Wendt-C. Lundh)
12. Comment ça va (E. De Heer-R. Peeker)
13. Du lever på drömmar (Jonas Warnerbring)
14. Jag vet vad jag vill (K. Roos-K. Danielsson)
15. Tag en chans (L. Westman-L. Sjöholm)
16. Kikki Rap (mix av Kikki Danielssons hits):

- Papaya Coconut (L. Holm-I. Forsman)
- Rädda pojkar (Lasse Holm)
- Det är nu (B. Crewe-S. Linzer-D. Randell-M. Forsberg)
- Jag är på väg (I'm on My Way) (C. Reid/C. Reid-U. Söderberg)

### Fotnoter
1. ↑  ”Danswebb”. Arkiverad från originalet den 4 mars 2016. https://web.archive.org/web/20160304234805/http://www.dans-web.nu/skivor/index.php?pid=view&ref_cd=173. Läst 9 juni 2011.
2. ↑  ”På begäran”. Svensk mediedatabas. 7 mars 1990. http://smdb.kb.se/catalog/id/001476909. Läst 8 januari 2010.
3. ↑  ”På begäran”. Svensk mediedatabas. 7 mars 1990. http://smdb.kb.se/catalog/id/001497995. Läst 8 januari 2010.
4. ↑  ”På begäran”. Svensk mediedatabas. 7 mars 1990. http://smdb.kb.se/catalog/id/001490499. Läst 8 januari 2010.